# Getreidekasten (Aying)

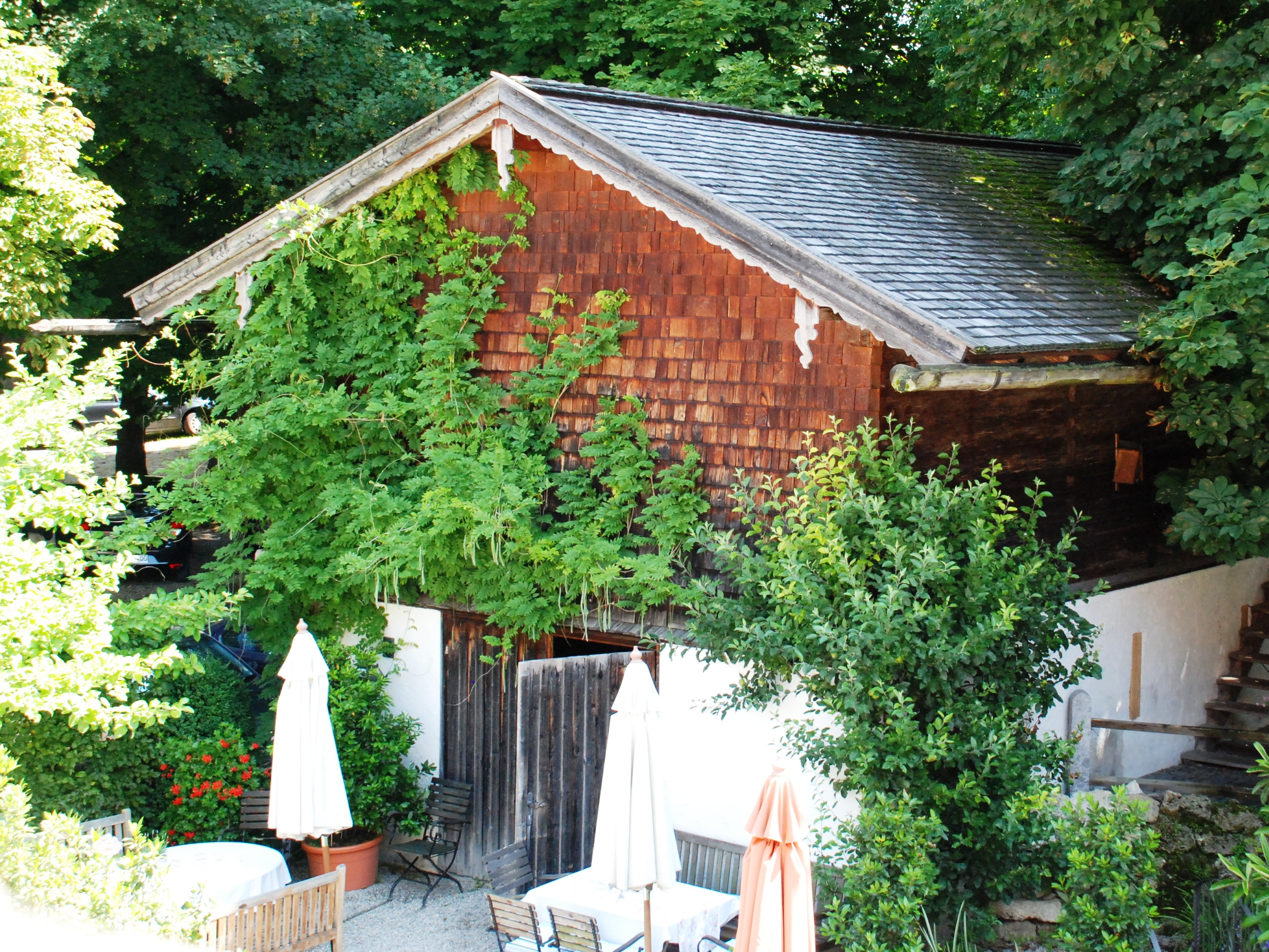
Getreidekasten in Aying

Der Getreidekasten in Aying, einer oberbayerischen Gemeinde im Landkreis München, wurde in der zweiten Hälfte des 18. Jahrhunderts errichtet. Der ehemalige Getreidespeicher an der Zornedinger Straße 2 ist ein geschütztes Baudenkmal.
Der Flachsatteldachbau mit Blockbau-Obergeschoss wurde im Jahr 1977 aus Peiß an seinen heutigen Standort transloziert.